# Český svaz geodetů a kartografů
Český svaz geodetů a kartografů je nezávislé, dobrovolné a společenské profesní sdružení ustanovené podle zákona o sdružování občanů, které sdružuje geodety a kartografy ze soukromé, státní i školské sféry. Zaměřuje se na pořádání odborných akcí, konferencí a k novým předpisům v oboru pořádá i vzdělavací akce.
Záměrem sdružení je kontinuálně působit v oblasti odborného vzdělávání i společenských aktivit a ovlivňovat pozitivně dění v oblasti geodézie, kartografie a katastru nemovitostí, včetně zajištění kontaktů svých členů s odbornými tuzemskými i mezinárodními společnostmi.
Od roku 1990 je sdružení zakládajícím členem Českého svazu vědeckotechnických společností (ČSVTS) a kolektivním členem České asociace pro geoinformace (CAGI). Sdružení je taktéž členem Mezinárodní federace zeměměřičů - International Federation of Surveyors, kde používá označení Czech Union of Surveyors and Cartographers (CUSC). Vrcholným orgánem sdružení je sjezd, který se uskutečňuje každé tři roky. Výkonným orgánem je jedenáctičlenná Rada, kontrolním orgánem je tříčlenná Revizní komise, jejímž předsedou je Václav Šanda. Dále se sdružení člení na regionální pobočky a odborné skupiny, mezi které patří odborná skupina Inženýrská geodézie a odborná skupina Katastr nemovitostí

## Poslání a cíle Českeho svazu geodetů a kartografů
- hájení práv a zájmů svých členů, prosazování jejich odborných a profesních zájmů
- vytváření prostoru pro otevřenou vědeckou a odbornou diskusi k řešení koncepčních, technických, ekonomických a dalších otázek činnosti geodetů a kartografů
- šíření a uplatňování v praxi nejnovějších poznatků vědy a techniky a plnění funkce informačního a koordinačního centra členské základny
- systematické zvyšování kvalifikační úrovně pracovníků oboru geodézie a kartografie účinnými formami s využitím domácích i zahraničních zkušeností a možností, zajišťování případné rekvalifikace
- zajišťování kontaktů svých členů s odbornými tuzemskými a mezinárodními společnostmi a zahraničními organizacemi
- organizování společenského života svých členů sloužící především k vytváření neformálních vztahů mezi členy
- spolupráce s příslušnými orgány státní správy, spolupráce s partnerskými tuzemskými a zahraničními organizacemi
- provádění činnosti podle schváleného rozpočtu jako součásti ekonomické soběstačnosti
- vydavatelská a nakladatelská činnost v souladu se svým posláním

## Kolektivní členové sdružení
- Spolek zeměměřičů Brno
- Výzkumný ústav geodetický, topografický a kartografický ve Zdibech u Prahy
- Klub seniorů Brno

## Partneři sdružení
- Sdružení uzavřelo písemnou dohodu o spolupráci s Komorou geodetů a kartografů (KGK).
- Sdružení uzavřelo písemné mezinárodní dohody o spolupráci se Slovenskou společností geodetů a kartografů (SSGK), se Slovenským svazem geodetů (SZG) a se Sdružením polských geodetů.[2][3]
- Dlouhodobě spolupracuje s Českým úřadem zeměměřickým a katastrálním a pracovníky jím řízeného resortu.